# 天草市立御領鬼池小学校
天草市立御領鬼池小学校（あまくさしりつ ごりょうおにいけしょうがっこう）は、熊本県天草市五和町鬼池にあった小学校。

## 沿革
- 2012年（平成24年） - 御領小学校、鬼池小学校を統合し開校。
- 2014年（平成26年） - 二江小学校、城河原小学校、手野小学校と統合し天草市立五和小学校となる。

## 学校周辺
- 島原湾